# 伊爾-2攻擊機
伊留申伊尔-2（简称：伊尔-2）是第二次世界大战期间的一种苏联对地攻击机，生产量很大，连同它的后续机型伊尔-10一起，一共生产了42330架，该型机是航空史上单产量第二大的军用飞机。塞斯納C-172、伊尔-2和Po-2是历史上产量最大的有人驾驶飞机。。伊尔-2装备炸弹和37mm机炮，成为著名的坦克杀手，其戰績使其擁有「暴風雪」/「飞行坦克」（蘇聯），和「黑死神」（德國陆军）以及「水泥飞机/水泥鸟」（德國空军LW）之稱號。而斯大林也曾經把本機比喻為如紅軍的麵包和空氣般不可或缺。

IL-2 M3

## 規格表（IL-2M3）
基本信息
- 机组：兩名, 駕駛員及後座機槍手

性能
武器

- 武器：在兩翼各內藏有一門固定式23毫米VYa-23機炮和7.62毫米ShKAS航空機槍，後座艙一挺12.7毫米别列津UBT可迴轉機槍，最大載彈量600公斤，亦可載火箭發射架和小型航彈集裝箱（子母彈）

## 型號
- Il-2基本型：單座型
- Il-2M：早期雙座型，增加了後部機槍手
- Il-2M3

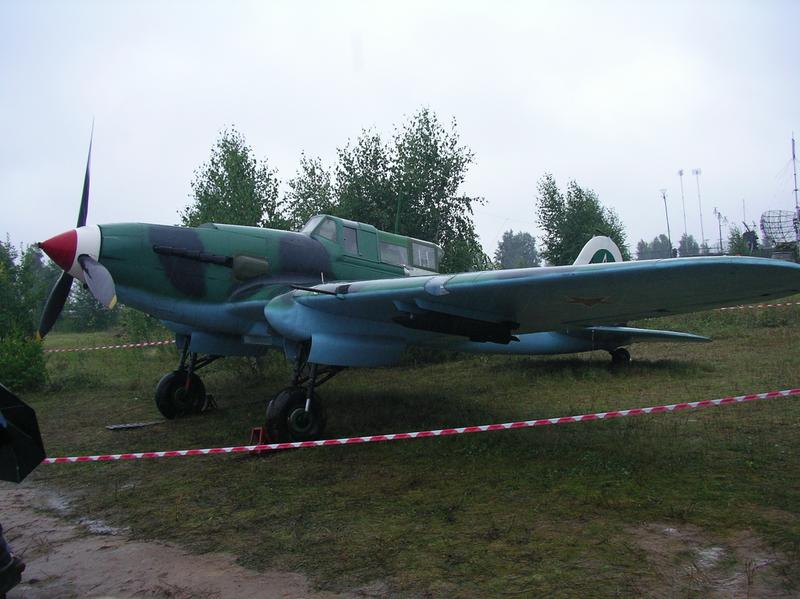
苏联空军的伊尔-2M

- Il-2 NS-37：在機翼下加裝37毫米口徑NS-37機炮吊艙
- Il-2KR
- Il-2U：雙座位教練機型
- Il-2T:魚雷機型
- Il-2 M-82：改為採用M-82風冷式發動機型只有少量生產作測試

## 歷史

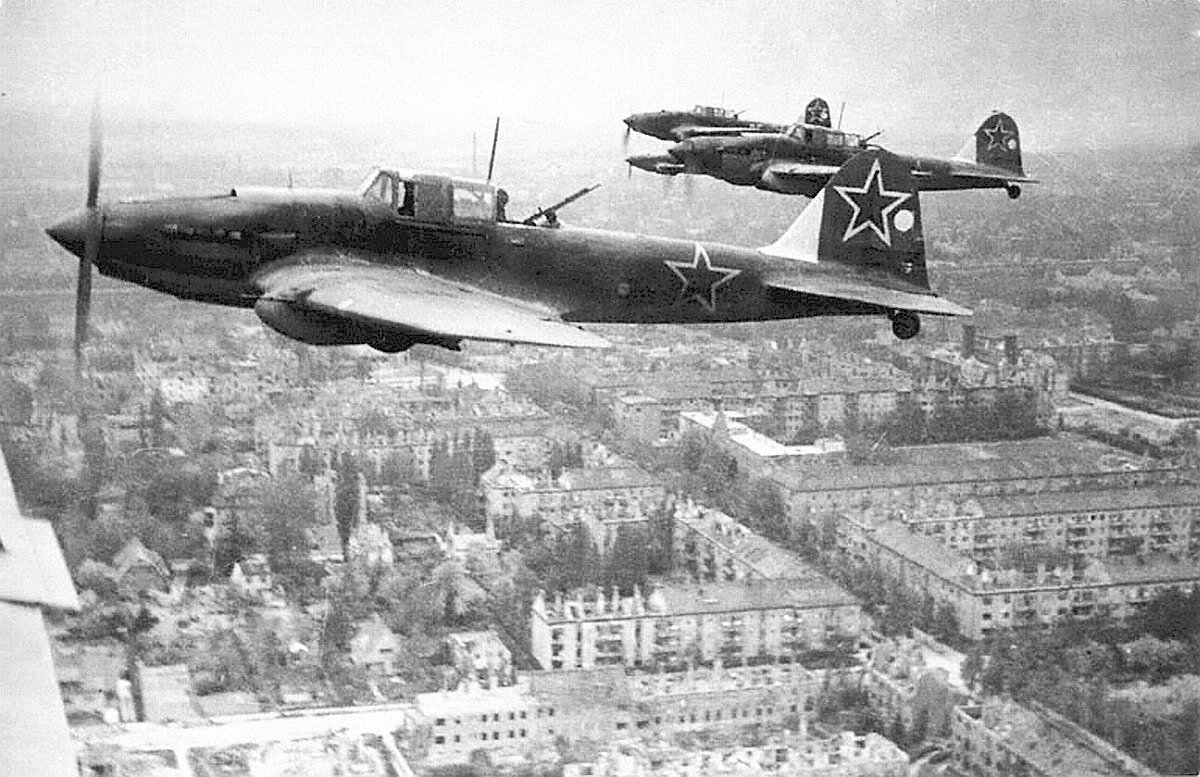
攝於1945年5月柏林戰役期間，位於德國柏林上空的伊爾-2編隊。

該機型是苏德战争开始后开发的。德军在其“闪电战”中的陆空协同作战给苏军带来强烈震撼，苏军也打算采用这种作战模式，因此伊留申在其單座的“伊尔-1”戰鬥轟炸機设计的基础上，又设计了双座的“伊尔-2”对地攻击机，并将两者一同提交“苏联航空工业人民委员部”审核。伊尔-1未受青睐，直到战争快结束有余力时才获准制造了一架样机；而伊尔-2因只使用一台发动机，在1939年苏联工业能力严重下跌又急需与德军“容克-87”俯冲轰炸机近似的前线轰炸机，因此受到重视，得以优先生产。加裝了機槍手的後座位和重機槍自衛，稱為IL-2M，並強化了裝甲並集中攻擊地面目標，成為當時最成功的攻擊機之一，德國對本機有黑色的死神之譽。
与“容克87”不同的是伊尔2本为水平轰炸设计，并无俯冲轰炸所须的减速襟翼，作战俯冲角最多30°，不及“容克87”的70°，因此在驾驶员按下投弹钮时目标往往已位于机首以下无法直视，命中率不高。最初任务只是向敌方投下数枚总重600公斤的炸弹，后来要兼具反坦克任务，以其粗犷的投弹方式难以达到德国斯图卡的轰炸精度。因为这个问题，后来为此专门为它开发了集体投下的小型炸弹“PTAB型炸弹”以对付坦克，这种炸弹每枚重2.5公斤，每128枚装于1个桶中，伊尔2每次出击可在翼下挂2个桶，合计256枚迷你炸弹共约650公斤，这些迷你炸弹在首轮攻击中一次性全部投放，若能击中坦克则有机率击穿一定厚度的顶部装甲，若未能直接命中亦会引发大面积火灾烧毁车辆瘫痪坦克；因PTAB炸弹的攻击效果飞行员本人难以看到，而是由后坐机枪手上报，苏军原本怀疑其有效程度，后苏军装甲部队在受误击报告中也描述了受此弹误击苦不堪言，苏军装备部才相信了此弹的有效性并推广使用；同期又为伊尔2开发了机载37毫米NS-37反坦克机炮吊舱，以及最多14枚RS-132等型对地火箭，由此使得苏军飞行员得以直视攻击德军车队和装甲车辆。这三种武器与普通航空炸弹被选择混合使用，反过来又被德军学去，德军因有一批经验丰富的斯图卡飞行员，倾向于将其37毫米Flak 18高射炮搬上了容克87直瞄射击，造就了一批以斯图卡击毁坦克的王牌，据称仅“汉斯•鲁德尔”一人就以此方式击毁了519辆苏军坦克和各种车辆，相当于一个摩托化军，自己也被击落过32次。
因苏军的空地协调作战实战中一直不如德军，伊尔2经常在缺乏空军的掩护下就与同样缺乏步兵掩护的T-34一同向德军发起进攻，两者损失都很大。对苏军来说，飞行员仍是宝贵的战争资源，新学员来不及在教练机上熟练技巧就被送上伊尔2，为此伊尔2不同于通常采用的表面覆盖装甲，内置安装了被称为“飞行浴缸”，集中紧包座舱和发动机舱的装甲，厚度得以提高达0.3-0.5英寸，后期装甲总重甚至达到空重的15%将近半吨，被称为“飞行坦克”，这也影响到其载弹量，维持在600公斤并未随引擎增大飞机增重而增加，与体格接近的日本“中岛九七式舰攻”（单发水平鱼雷/轰炸机）成为同类型飞机中的两个极端。加上伊尔2较易于迫降，前座伤亡率相对不高，成为培训飞行员的摇篮，其中幸存者积累了战争经验后转飞战斗机，后来的苏联空军元帅亚历山大·尼古拉耶维奇·叶菲莫夫即于1942年19岁时驾驶伊尔2开始了军旅生涯；而后座机枪手伤亡率仍然很高，以至于军队将需惩戒的步兵优先送去执行这个任务。
伊尔2完全不适合空战，在德军战斗机Bf-109面前只有招架之力，但在遇到德军容克87俯冲轰炸机和容克52运输机时，仍会冲上去以机翼固定的对地机炮发动攻击并有少量确认战果。
德军战斗机飞行员也发现伊尔２有厚重装甲，不虚“飞行坦克”之名，不过找到一个窍门，就是自后下方射击伊尔2机腹的润滑油冷却器，那里炽热的润滑油一旦泄漏喷出后容易着火然后飞不了多久；作为应对伊尔２也尽量贴地飞行，这又为苏联陆军带来极大的心理支持，成为斯大林所言的紅軍的麵包和空氣般不可或缺。
在大戰後期本機改良成IL-10攻擊機，除了加大引擎和全金属化，进一步改进了座舱，在驾驶员舱盖后部和机枪手舱盖前面加装装甲并将两者隔开，以及为机枪手配备更强大的20毫米机炮火力。
在总生产36,163架中，一万多架在二战损失。

## 設計
本機是以單活塞式三葉螺旋槳驅動的機型，呈下單翼硬殼式佈局，為後三點式收放式起落架，主量產型為縱列雙座封閉式座艙，後座位是面向後方的機槍手座位，並設有彈倉的構造。發動機為液冷式的AM-38X，最大功率1327千瓦。
特點不是由鋁而是由鋼材和木材構成機體外殼，以平衡因為發動機功率不足下，機體的強度和飛行性能的取捨。另一特點前起落架雖為收放式，但輪胎是不可完全收入機體內的半埋藏式構造，而後輪則不可收，保障了在緊急降落時的安全性。
後繼型IL-10外觀和IL-2相似，但實為全金屬結構，外觀不同的地方是改用似普通戰鬥機的全收放式起落架。

## 使用國家

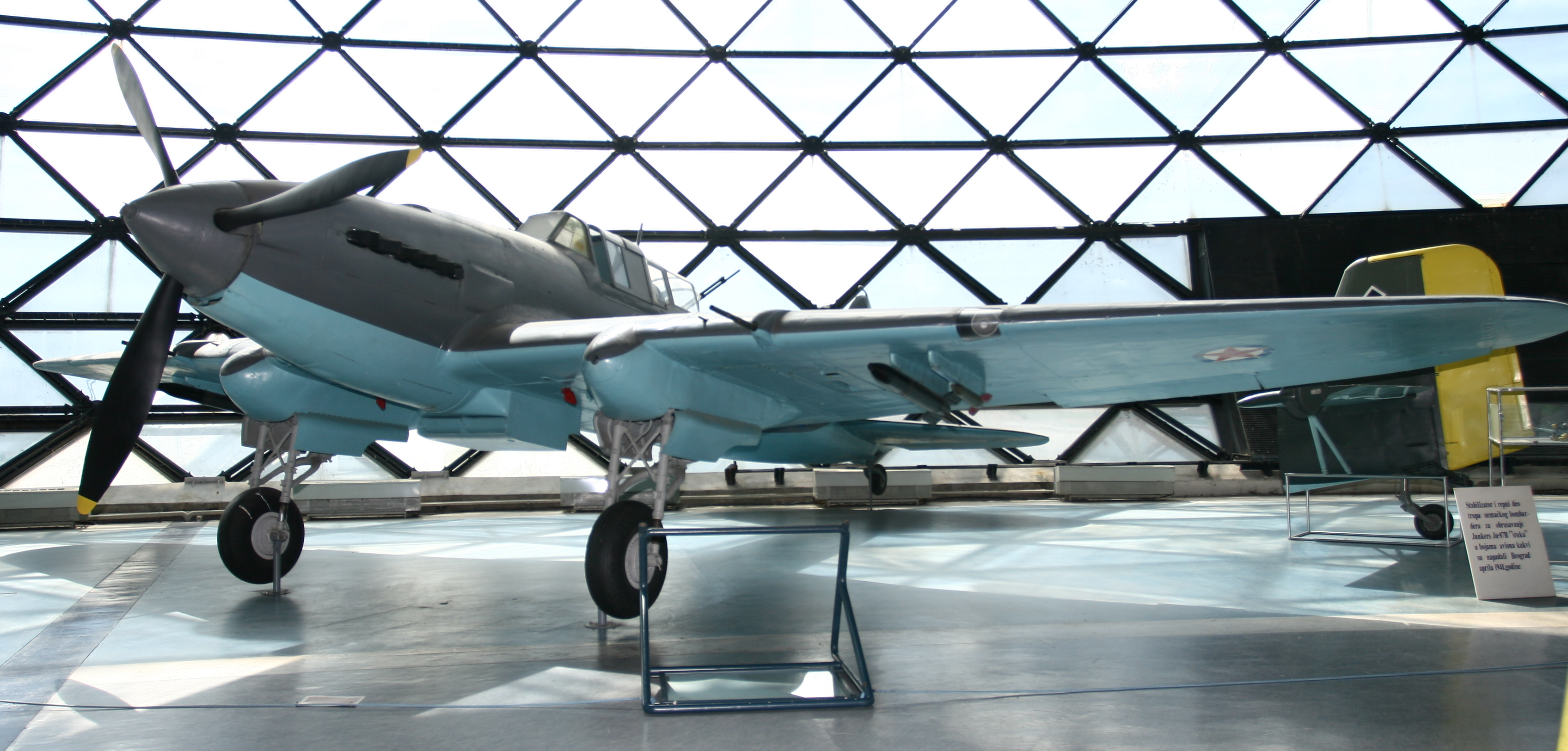
南斯拉夫空軍的伊尔-2

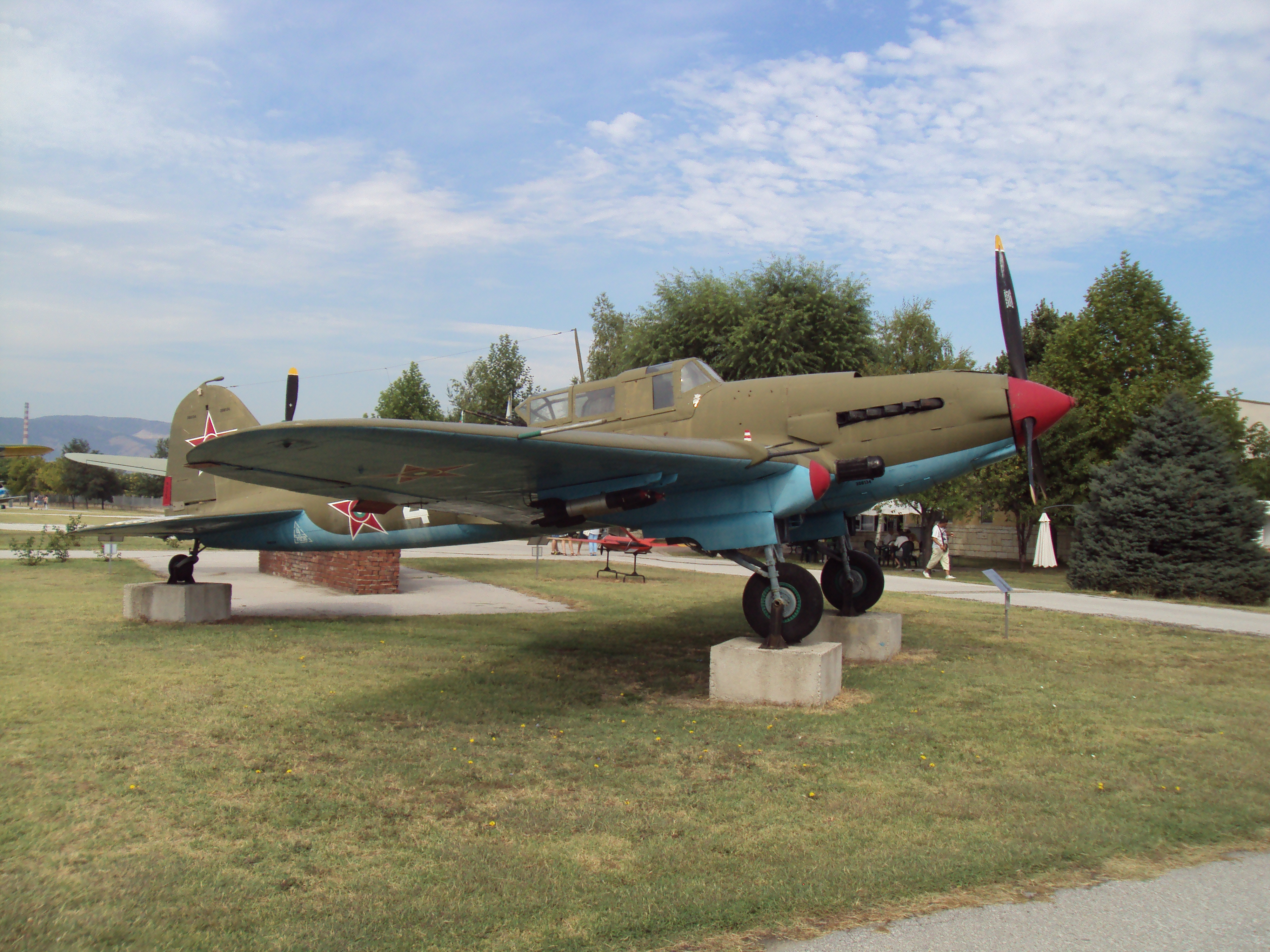
保加利亞空軍的伊尔-2

- 蘇聯
- 朝鮮
- 波蘭
- 南斯拉夫
- 保加利亞
- 捷克斯洛伐克
- 匈牙利